# For Emma, Forever Ago
For Emma, Forever Ago är det första studioalbumet av amerikanska Bon Iver. Det släpptes av Bon Iver år 2007 och internationellt via skivbolaget Jagjaguwar i februari 2008 (4AD släppte albumet i Storbritannien maj 2008). Albumet blev utnämnt till bästa albumet år 2008 av Rough Trade.

## Historia
Efter uppbrottet från hans tidigare band DeYarmond Edison, isolerade Justin Vernon sig i sin pappas stuga i norra Wisconsin under tre månader. De tre månaderna av ensamhet resulterade i For Emma, Forever Ago. Alla hans personliga problem, kärleksproblem och skuldkänslor hade byggts upp under sex år och fick ett utlopp genom sång.
Albumet är helt Justin Vernons verk. Även om albumet är komplext så spelades det in med bara några mikrofoner och gammal inspelningsutrustning. Albumet släpptes på hösten 2007 av Justin själv och många inflytelserika tidningar, bland annat Pitchfork Media, fick upp ögonen för det. I februari 2008 nysläpptes albumet via skivbolaget Jagjaguwar med ett nytt omslag och i maj 2008 släpptes 4AD albumet i Storbritannien och Europa.
De fans som förbeställde nyutgåvan fick en gratis Bon Iver-affisch och de som köpte albumet via iTunes Store fick ett gratis bonusspår, "Wisconsin".

### Mottagande
For Emma, Forever Ago mottogs väldigt bra av kritikerna. Det har fått 89 på Metacritic, vilket har gett albumet statusen "Universellt Erkännande". I en tidig intervju gav Pitchfork albumet bra betyg och rekommenderade det, samt att de hade med albumet på sin lista över bästa album år 2007. The New York Times kallade albumet "oemotståndligt."  2008 års majupplaga av brittiska musiktidningen MOJO gav albumet 5/5 och gav det beteckningen "MOJO Instant Classic."
Kritiken mot albumet är ibland riktad mot ljudkvalitén, och menar att det är svårt att höra vad som sjungs under vissa delar av låtarna.

### Listplaceringar
| Tidning                | Land           | Lista                      | År   | Plats |
| ---------------------- | -------------- | -------------------------- | ---- | ----- |
| Mojo Magazine          | Storbritannien | Top 50 Albums of 2008      | 2008 | #4    |
| Observer Music Monthly | Storbritannien | 50 Albums of the Year      | 2008 | #1    |
| Pitchfork              | USA            | Top 50 Albums of 2007      | 2007 | #29   |
| Q                      | Storbritannien | 50 Best Albums of the Year | 2008 | #34   |
| Rolling Stone          | USA            | Albums of the Year         | 2008 | #29   |
| The Skinny             | Skottland      | Top Ten Albums of 2008     | 2008 | #2    |
| Uncut Magazine         | Storbritannien | Top 50 Albums of 2008      | 2008 | #4    |
| Rough Trade            | Storbritannien | Top 50 Albums of 2008      | 2008 | #1    |

## Låtlista
1. "Flume" - 3:39
2. "Lump Sum" - 3:21
3. "Skinny Love" - 3:59
4. "The Wolves (Act I and II)" - 5:22
5. "Blindsided" - 5:29
6. "Creature Fear" - 3:06
7. "Team" - 1:57
8. "For Emma" - 3:41
9. "Re:Stacks" - 6:41

### Bonusspår
- "Wisconsin" - 5:24 (iTunes bonusspår)

### Singlar
- "Skinny Love" (endast digital download) (28 april, 2008)
- "For Emma" (7" vinyl med B-sidan "Wisconsin") (15 september, 2008)
- "Re: Stacks" (15 december, 2008)